# Thiago Soares Alves
Thiago Soares Alves, född 26 juli 1986 i Porto Alegre, är en brasiliansk volleybollspelare. Han blev olympisk silvermedaljör i volleyboll vid sommarspelen 2012 i London.